# پارکز (آریزونا)
پارکز (به انگلیسی: Parks) یک منطقهٔ مسکونی در ایالات متحده آمریکا است که در شهرستان کاکانینو، آریزونا واقع شده‌است. پارکز ۴۴۰٫۵۶ کیلومتر مربع مساحت و ۳٬۳۰۲ نفر جمعیت دارد و ۲٬۱۵۸ متر بالاتر از سطح دریا قرار دارد.